# Aedia diluta
Aedia diluta là một loài bướm đêm trong họ Erebidae.